# Barthélemy Meilheurat
Barthélemy Meilheurat est un homme politique français né le 19 novembre 1792 à Gannat (Allier) et mort le 29 septembre 1841 à Paris.

## Biographie
Barthélemy Paul Meilheurat est le fils de Jean Baptiste Meilheurat, médecin, maire de Gannat de 1800 à 1802, et de Louise Bougarel, fille de Philibert Bougarel, sieur de Marmagne, conseiller du roi en l'élection de Gannat. Il est le frère cadet de Pierre Antoine Meilheurat, député de l'Allier de 1837 à 1848.
Propriétaire, conseiller général, il est député de l'Allier de 1831 à 1834, siégeant dans l'opposition de gauche. En 1834, il quitte la vie politique.

## Sources
- « Barthélemy Meilheurat », dans Adolphe Robert et Gaston Cougny, Dictionnaire des parlementaires français, Edgar Bourloton, 1889-1891 [détail de l’édition]